# AS-Maya Bobo-Dioulasso
AS-Maya Bobo-Dioulasso ist ein Fußballverein aus Bobo-Dioulasso, der zweitgrößten Stadt des westafrikanischen Staates Burkina Faso.
Dem Verein gelang 2009 der erstmalige Aufstieg in die Première Division nach zehnjähriger Zugehörigkeit zur Deuxième Division. Als Hauptgeldgeber gilt der ehemalige Nationalspieler Rahim Ouédraogo. Präsident Mamadou Traoré verkündete bei der Aufstiegsfeier am 31. Januar 2010 seinen Rücktritt, da er mit dem Aufstieg sein selbst gesetztes Ziel erreicht hätte. Der Vorsitzende des Exekutivkomitees Daouda Barro war zuvor Präsident gewesen. AS-Maya stammt aus Accart-Ville im Sektor 9 in Bobo-Dioulasso.